# Volkswagen Iroc
Volkswagen Iroc — прототип комбі-купе від німецького автовиробника Volkswagen. Вперше був представлений колишнім бренд-менеджером VW Вольфганом Бернхардом в серпні 2006 року в ангарі аеропорту Берлін-Темпельхоф, а світова прем'єра відбулась на Паризькому автосалоні того ж року в березні. 
Назва автомобіля, це частина слова Scirocco, та сам автомобіль є передвісником VW Scirocco III, який почали випускати з 2008 року. Колір кузова - "Пронизливо-зелений" (англ. Viper Green), був запозичений у Scirocco 1976 року. Кузов автомобіля комбі-купе - це суміш хетчбека та купе, які поєднують в собі практичність в купі зі спортивним дизайном.

## Технічні характеристики
Автомобіль має посадкову формулу 2+2 (двоє дорослих спереду та двоє дітей ззаду). Багажник об'ємом в 300 літрів.  Базується на платформі від Volkswagen Golf V (PQ35), яка лягла і в основу багатьох інших моделей концерну VAG.
За розмірами, Iroc на 36 мм довший ніж Golf - 4240 мм, на 41 мм ширше - 1800 мм, колісна база на 102 мм довша - 2680 мм, висота на 79 мм нижче - 1400 мм.
Двигун 4-циліндровий бензиновий TSI потужністю 155 кВт/210 к.с. об'ємом 1,4-літри від Volkswagen Golf V. Цей двигун з безпосереднім уприскуванням та оснащений турбокомпресором і нагнітачем. Коробка передач DSG з подвійним зчепленням.  
На авто встановлені легкосплавні колісні диски розмірністю 235/35ZR-19.

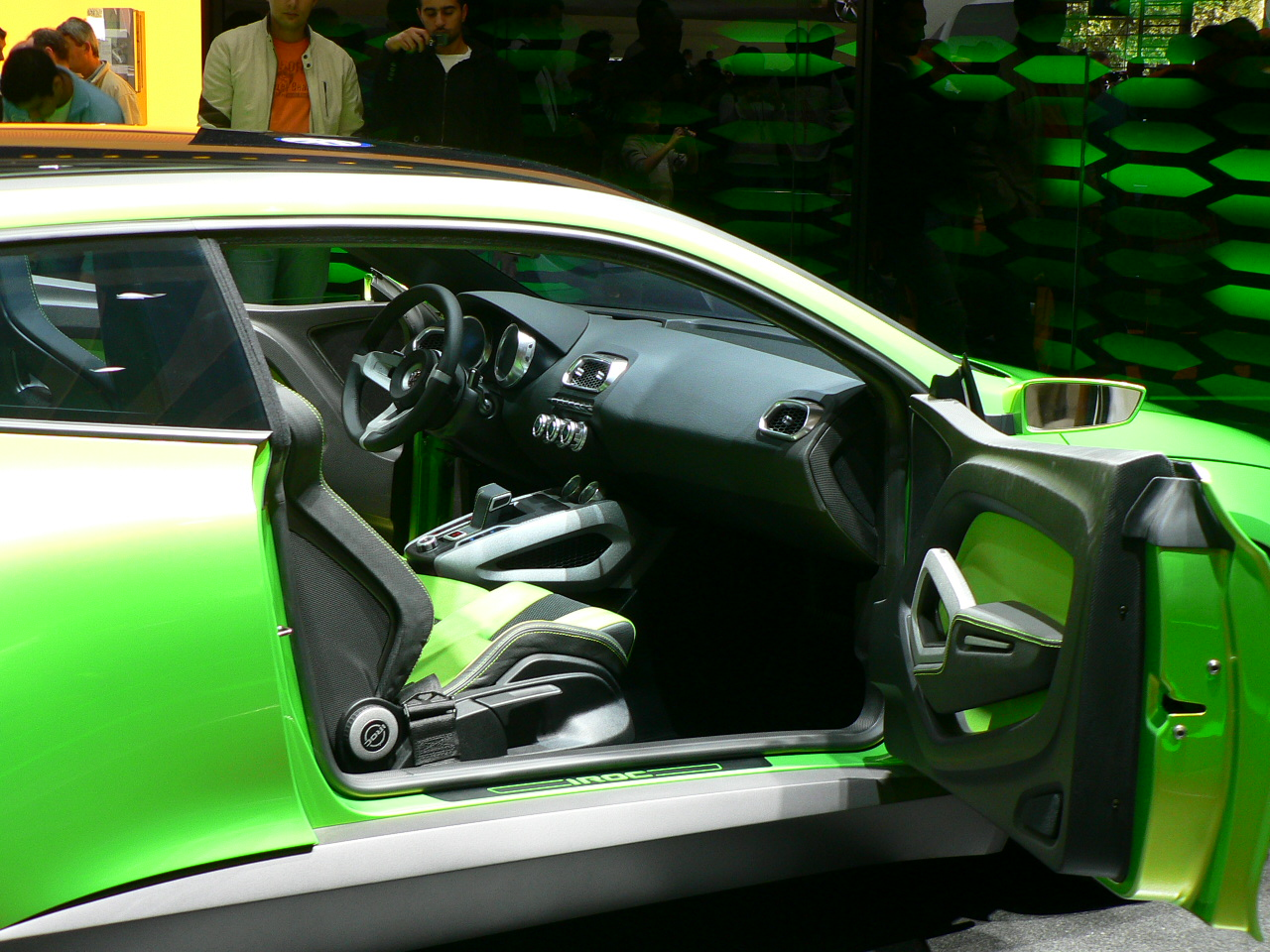
Volkswagen Iroc Cockpit
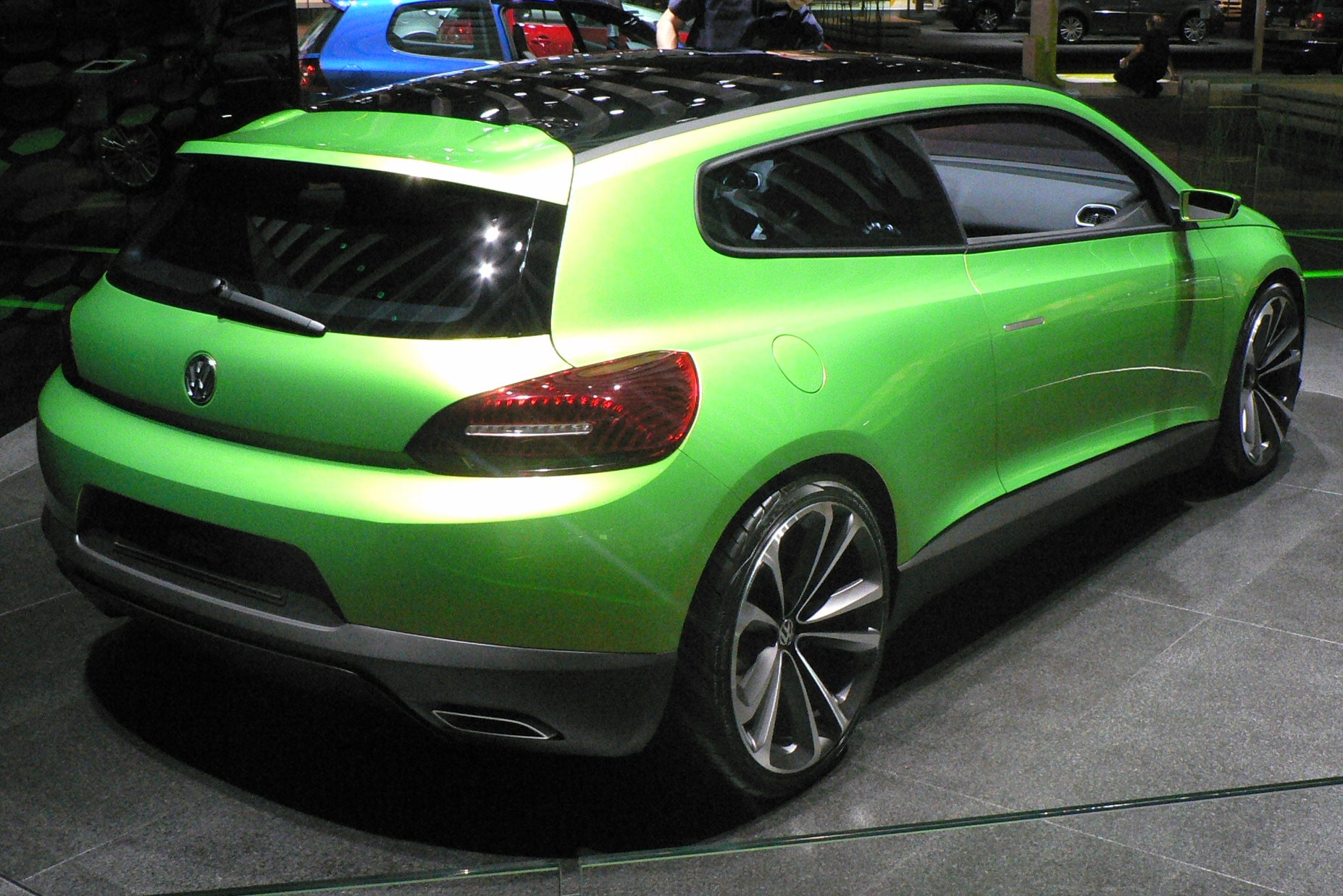
Volkswagen Iroc Rear